# فرار (فیلم ۲۰۲۰)
فرار (به انگلیسی: Run) یک فیلم ژانر اکشن ترسناک به کارگردانی آنیش چاگانتی، محصول ۲۰۲۰ آمریکا است.
فیلم فرار در تاریخ ۲۰ نوامبر ۲۰۲۰ توسط هولا به صورت دیجیتالی منتشر شد. این فیلم عموماً از نظر منتقدین نظرات مثبتی دریافت کرد و با انتشار آن به موفق‌ترین فیلم اصلی هولو تبدیل شد.

## خلاصه داستان
همیشه راهی برای پیشرفت و اتفاقی بزرگ تر همراه شماهست، کافیست کمی با دقت تر به اطراف نگاه کنید.
فرار کن داستان  یک دختر نوجوان معلول که به جای رفتن به مدرسه، درس‌هایش را در خانه یادگرفته است، به مادر خود مشکوک شده و تصور می‌کند که مادرش رازی تاریک را از او پنهان کرده‌است و ...

## بازیگران
- سارا پلسون در نقش دایان شرمن (مادر کلوئی)
- کیرا الن در نقش کلوئی شرمن (دختر معلول)
- پت هیلی در نقش تام
- سارا سون در نقش پرستار کمی
- شارون باجر در نقش کتی بیتس، ادای احترامی به بازیگری به همین نام